# Pluskapoil
Pluskapoil est le premier spectacle en one-man-show de l'humoriste français Michaël Youn.
Déjà animateur de télévision avec le Morning Live, comédien et chanteur, Michaël Youn a été approché par le producteur Jimmy Levy. Les textes du spectacle ont été écrits en trois semaines et la mise en scène confiée à son ancien professeur de théâtre, Éric Théobald, puis à Patrick Timsit. Le spectacle varie à chaque représentation: Michaël Youn changeant, modifiant ou ajoutant des éléments.
Son affiche rappelait l'irrévérence de l'humoriste: il apparaissait habillé en smoking, mais le pantalon baissé dévoilait les os de son bassin et de ses jambes.
Pluskapoil a d'abord été joué en province fin 2003, puis à partir de janvier 2004, au théâtre de la Cigale à Paris. Michaël Youn est reparti en tournée en province et dans les pays francophones d'Europe au cours de l'année 2004. Une deuxième version du spectacle a été inaugurée en février 2005 au Bataclan à Paris, avant une nouvelle tournée.
Une nouvelle version de son spectacle était prévue pour 2008.
Le spectacle a été filmé les 18 et 19 avril 2005 au Bataclan et il lancé en DVD le 2 novembre 2005.
- Les Pluskauteurs: Michaël Youn, Jimmy Levy, Patrick Timsit, Franck Benoist, Laurent Zeitoun, Benjamin Morgaine, Juliette Arnaud, Eric Theobald.
- Mise en scène: Patrick Timsit, avec la complicité de Jimmy Levy.
- Les Pluskapoilettes: Marcie Maier, Nadia Anebri, Claire Nevers, Carole Tchiloemba
- Chorégraphie: Barbara Tausia
- Costumes: Marcie Maier
- Les Pluskemusiques: Jam Block
- Les Pluskelumières: Xavier Maingon, Fred l'Indien